# Albrecht Schmidt (Bankmanager)

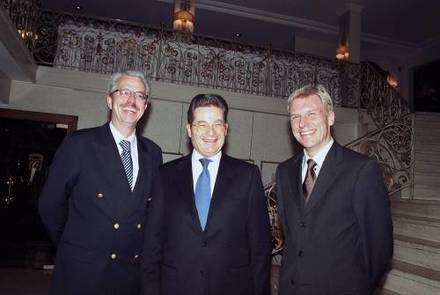
Albrecht Schmidt (Mitte) beim Freundeskreis der Wirtschaftsjunioren in Freiburg (2002)

Unterschrift von Albrecht Schmidt

Albrecht Schmidt (* 13. März 1938 in Leipzig) ist ein deutscher Jurist und Bankmanager. Von 1990 bis 1998 war er Vorstandssprecher der Bayerischen Vereinsbank. Danach war er federführend an der Gründung der HypoVereinsbank beteiligt, der er bis 2002 vorstand. Von 2003 bis 2005 war er Aufsichtsratsvorsitzender der Bank, darüber hinaus war er in zahlreichen Aufsichtsräten u. a. von Siemens, der Münchener Rück und der Allianz-Gruppe vertreten.

## Leben

### Herkunft und Jurastudium
Albrecht Schmidt wuchs in einer bürgerlich geprägten Familie auf. Sein Großvater väterlicherseits war der Architekt August Hermann Schmidt (1858–1942), Teilhaber des seinerzeit bekannten Leipziger Architekturbüros Schmidt & Johlige. Sein Vater war der Architekt Gottfried Hermann Schmidt (* 1892), seine Mutter Ruth geb. Weste (* 1909) war die Tochter eines königlich sächsischen Offiziers. Er hatte sechs Geschwister, darunter den Bundesverwaltungsrichter Peter Schmidt (* 1943). Die Familie war Eigentümer mehrerer Wohngebäude in Leipzig. Nach dem Besuch der Volksschule wurde er Schüler an der humanistischen Thomasschule zu Leipzig.
Seine Familie verließ 1954 die DDR. Er lebte fortan in Stuttgart und besuchte dort das Eberhard-Ludwigs-Gymnasium. Nach dem Abitur begann er ein Studium der Rechtswissenschaften und Volkswirtschaftslehre an der Eberhard Karls Universität Tübingen, das er später an der Ludwig-Maximilians-Universität München fortsetzte. Im Jahr 1962 absolvierte er erfolgreich sein 1. juristisches Staatsexamen. 1965 heiratete er Gerda Elka Miss (* 1942), mit der er zwei Töchter hat. 1966 wurde er an der Juristischen Fakultät der Ludwig-Maximilians-Universität München mit der Dissertation Konkurrenzprobleme um § 267 StGB – Ein Beitrag zur Lehre von den Mischgesetzen und zur Lehre von der Gesetzeskonkurrenz im Strafrecht zum Dr. jur. promoviert. Nach dem Rechtsreferendariat legte er 1967 sein Assessorexamen in München ab. Während seines Referendariats war er erfolgreicher juristischer Repetitor.

### Beruflicher Werdegang

#### Einstieg ins Bankgewerbe
1967 begann der Hochschulabsolvent als Vorstandsassistent in der Hypothekenabteilung der Bayerischen Vereinsbank AG in München. Sechs Jahre später wurde der Abteilungsleiter zum stellvertretenden und 1976 zum ordentlichen Mitglied des Vorstandes des Tochterkonzerns Nürnberger Hypothekenbank AG, der sich im Bereich der wertbeständigen Gewerbeimmobilien betätigte, gewählt. Im Mai 1979 wurde er dann Vorstandsmitglied des Mutterkonzerns. Als dieses war er für die Immobilienfinanzierung, das Personalwesen und die Region Rhein-Main verantwortlich. Im Jahr 1982 fiel ebenso in seinen Kompetenzbereich die Akquisition des privaten Frankfurter Bankhauses Gebrüder Bethmann. Damit expandierte der bayerische Mutterkonzern zum ersten Mal außerhalb Süddeutschlands.

#### Vorstandssprecher der Bayerischen Vereinsbank
Albrecht Schmidt übernahm im Mai 1990 von Maximilian Hackl, der Aufsichtsratsvorsitzender wurde, das Amt des Vorstandssprechers der Bayerischen Vereinsbank AG. Er setzte sich damit gegen den ursprünglichen Kronprinzen Hackls, das Vorstandsmitglied Dietrich Koellhofer, durch. Dieser wirkte während seiner Kandidatur nach Meinung der Wirtschaftspresse im Vergleich zu Schmidt eher undiplomatisch. Die Bank stellte sich auf Betreiben Schmidts fortan als „fokussierte Universalbank“ mit dem Geschäftsmodell „Profil und Profitabilität“ auf. Eine Übernahme der privaten Kölner Privat- und Investmentbank Sal. Oppenheim im Jahr 1995 scheiterte an seinem Widerstand. Bei den folgenden Deals mied er bewusst das Investmentbanking-Geschäft. Im April 1996 stufte die US-amerikanische Ratingagentur Moody’s die Vereinsbank wegen unbesicherter langfristiger Verbindlichkeiten von Aaa auf Aa1 zurück. Er äußerte Unmut über die Entscheidung und kritisierte in dem Zusammenhang den Einfluss von Ratingagenturen. Wirtschaftliche Erfolge waren dagegen die Erhöhung der Beteiligung an der traditionsreichen Hamburger Vereins- und Westbank AG im Jahr 1990 und die Eröffnung von mehr als 100 Filialen mit mehr als 1300 neuen Mitarbeitern in den neuen Bundesländern nach der Wende. Darüber hinaus gründete er mehrere Tochterunternehmen: 1991 die Bausparkasse Vereinsbank Victoria Bauspar AG und 1996 die Direktbank Advance Bank AG. Im Jahr 1997 kaufte die Vereinsbank die Noris Verbraucherbank GmbH, später einer der deutschen Pioniere im Electronic Banking. Über die 100-prozentigen Tochtergesellschaften Luxemburger Vereinsbank International, die Schweizer Bank von Ernst, die Wiener Schoellerbank und der BPH in Polen expandierte die Vereinsbank unter seiner Federführung europaweit. Auch erste Filialen in Asien und Lateinamerika wurden auf sein Betreiben hin eröffnet. Das Wirtschaftsmagazin Capital bezeichnete ihn deshalb 2002 als „Deutschlands aggressivsten Bankier“.

#### Gründung der HypoVereinsbank

Logo der HypoVereinsbank (HVB)

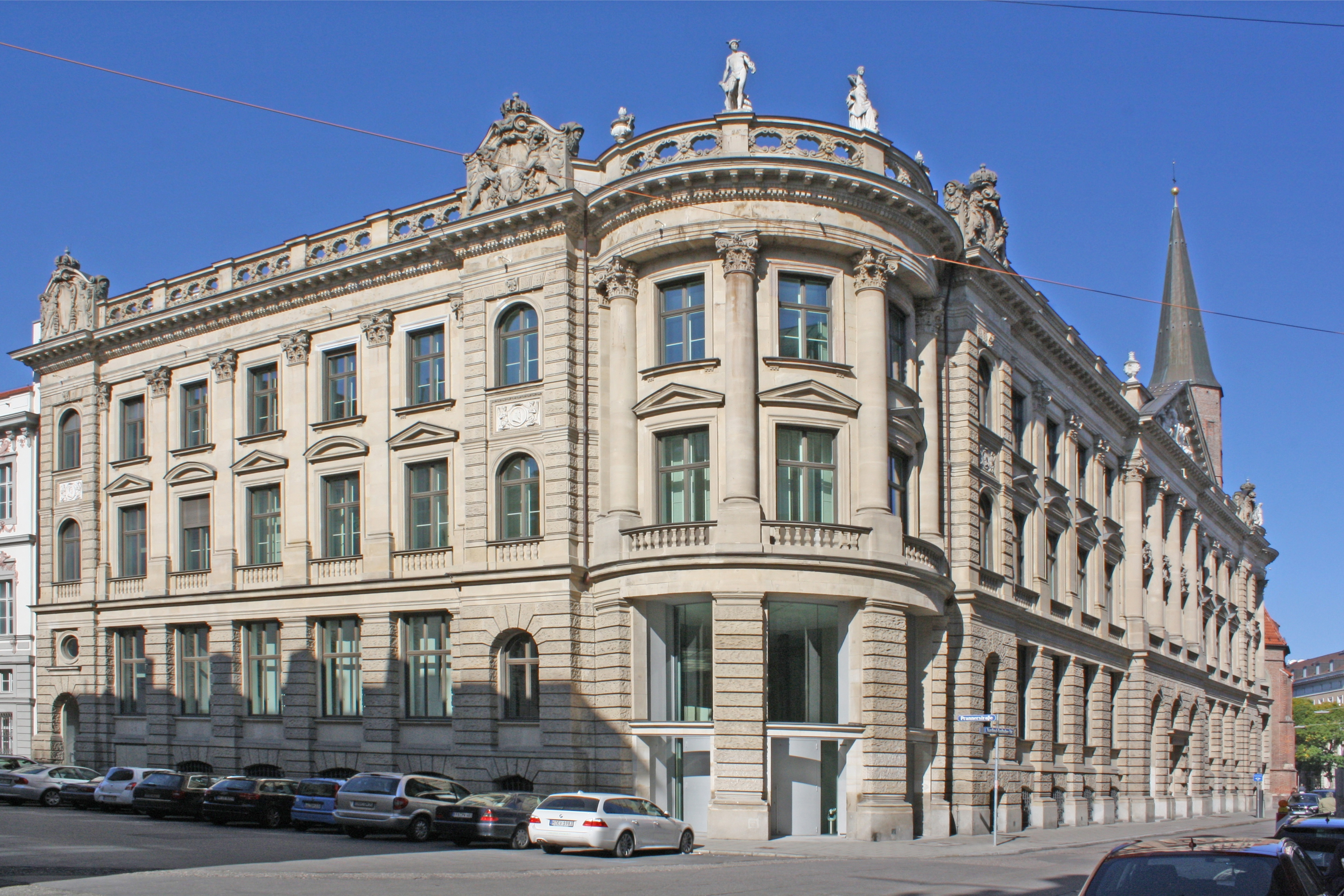
HVB-Zentrale in München

Ab 1997 trieben er und der aus Augsburg stammende Bankmanager Eberhard Martini, über einen Aktientausch die Fusion der Bayerischen Vereinsbank mit der Bayerischen Hypotheken- und Wechsel-Bank AG zur Bayerischen Hypo- und Vereinsbank AG voran. Schmidt reagiere damit schnell und vorausschauend auf einen vorangehenden Aktienkauf der Deutschen Bank an der Vereinsbank in Höhe von zunächst fünf Prozent. Mit dem Zusammenschluss 1998 entstand die zweitgrößte Bank nach Marktkapitalisierung (59 Milliarden D-Mark) in Deutschland und er wurde zum ersten Vorstandssprecher bestellt. Im Zuge staatsanwaltschaftlicher Ermittlungen aufgrund vermeintlicher Untreue und Bilanzfälschung gegen Martini, der inzwischen Aufsichtsratsmitglied war, kam es wenig später zum Zerwürfnis beider Männer. Schmidt gab als eine seiner ersten Amtshandlungen eine neue Unternehmensstrategie aus. Die HVB wollte in den nächsten Jahren die „Bank der Regionen“ werden. Dafür spannte er ein weitflächiges Filialnetz in Mittel- und Osteuropa. Im Jahr 2000 gelang ihm die Übernahme der Bank Austria AG, der größten Bank Österreichs. Ferner trieb Schmidt in seiner Amtszeit die Modernisierung alter Bankgebäude in der Münchner Altstadt wie dem Firmensitz in der Kardinal-Faulhaber-Straße 1 voran. Im Februar 2002 bot er dem langjährigen Kunden und Schuldner Leo Kirch 1,1 Milliarden Euro für dessen 40-prozentiger Beteiligung an der Axel Springer AG an. Dies brachte dem Medienunternehmer Überbrückungszeit bis zur drohenden Insolvenz der Kirch-Gruppe. Schmidt wiederum bootete nach Einschätzung der einschlägigen Wirtschaftspresse durch seine Handlungsstärke seinen Widersacher Rolf-Ernst Breuer aus. In der Folge bestimmte die HypoVereinsbank und nicht die Deutsche Bank die Sanierung der Kirch-Gruppe.
Schmidt werden im Zusammenhang mit seiner Arbeit insbesondere preußische Tugenden wie Fleiß und Disziplin nachgesagt. Er galt als Bankmanager der alten Schule und verkörperte einen autoritären Führungsstil. Inhaltlich stand er für Deregulierung und Abbau von Protektionismus. In einer Laudatio schrieb der Münchner VWL-Professor Gerhard Illing 2002, Schmidt habe maßgeblich dazu beigetragen, dass der Finanzplatz München während der 1990er Jahre international an Bedeutung gewonnen habe. Kritiker hingegen, auch unter den Aktionären, nannten ihn zu ehrgeizig; potenzielle Nachfolger wie Stephan Schüller und Eberhard Rauch wurden von ihm weggelobt. Darüber hinaus erfuhr er um den Jahrtausendwechsel eine unverhältnismäßige Gehaltssteigerung von 232 Prozent, obwohl zur gleichen Zeit die Aktionärsrendite um mehr als 48 Prozent sank. Im Zuge der zahlreichen Unternehmenspleiten der HVB-Kreditnehmer (u. a. Kirch, Fairchild-Dornier, Holzmann, Babcock) fuhr die HVB Gruppe im Geschäftsjahr 2002 erstmals ein negatives Ergebnis vor Steuern in Höhe von minus 821 Millionen Euro ein. Der Präsident der Deutschen Schutzvereinigung für Wertpapierbesitz (DSW) Ulrich Hocker sprach von „hausgemachten Problemen“. Leistungsprämien wurden an Schmidt nicht mehr in voller Höhe ausgeschüttet und er verdiente am Ende seiner Amtszeit, im Jahr 2002, nur noch 1,6 Millionen Euro (ca. 75 Prozent fixes und 25 Prozent variables Gehalt), 54 Prozent weniger als im Vorjahr. Damit rangierte er bei der Managervergütung unter den DAX-Vorständen nunmehr im letzten Drittel der Rangliste.

#### Aufsichtsratsmandate und Beiräte
Schmidt wechselte wegen seiner langjährigen Erfahrung und auf Wunsch des bisherigen Aufsichtsrats am 7. Januar 2003 als Nachfolger von Kurt F. Viermetz, der zur abgespaltenen Hypo Real Estate Holding AG ging, in das Amt des Aufsichtsratsvorsitzenden. Das Vorstandsmitglied Dieter Rampl löste ihn als Vorstandsvorsitzenden ab. Dieser Vorgang stieß auf nicht unerhebliche Kritik u. a. von Vertretern der Schutzgemeinschaft der Kleinaktionäre (SdK) und des Österreichischen Interessenverbandes für Anleger (IVA). Mehrere Klagen folgten. Das Landgericht München I erklärte 2004 die Wahl des Aufsichtsrats der Hypovereinsbank für nichtig, weil entgegen dem Aktienrecht im Block anstatt einzeln abgestimmt wurde. Wegen „fehlender Beschwerdebefugnis“ war der Beschwerdeführer jedoch gegen die nachträglich gerichtliche Bestellung nicht erfolgreich. Später gestand er den Wechsel in den Aufsichtsrat als Fehler ein, der nicht zur positiven Entwicklung von Corporate Governance beigetragen hat. Mit Übernahme der HVB durch die italienische Unicredit S.p.A. im Jahr 2005 trat Schmidt von seinem Amt vorzeitig zurück. Er lehnte die Fusion ab, weil er sein Lebenswerk gefährdet sah. Zuvor versuchte er vergebens, u. a. durch ein unabhängiges Bewertungsgutachten der US-Investmentbank Lehman Brothers, die Beauftragung des renommierten Düsseldorfer Wirtschaftsanwalts Michael Hoffmann-Becking und Gespräche mit Vertretern von Hedgefonds und Aktionären, die Konditionen der Übernahme zu beeinflussen. Sein Nachfolger wurde der langjährige CEO der UniCredit Group Alessandro Profumo.
Durch seine Vertretung in den Aufsichtsräten verschiedener deutscher Unternehmen war Schmidt Teil eines überwiegend finanzwirtschaftlichen Netzwerks, das die industriebezogene Deutschland AG in den 1990er Jahren abgelöst hatte. Er war u. a. Aufsichtsratsvorsitzender der Bayerischen Börse AG (vom 10. November 2000 bis 27. Juni 2003), der Hypo Real Estate Bank Aktiengesellschaft (vom 3. September 2001 bis 30. September 2003), der Süddeutschen Bodencreditbank AG (bis 3. September 2001), der Bayerischen Handelsbank AG (bis 3. September 2001), der Nürnberger Hypothekenbank AG (bis 3. September 2001), der Vereins- und Westbank AG (vom 20. April 1990 bis 30. April 2002), der Bank Austria Creditanstalt AG (vom 1. Januar 2001 bis 31. März 2003) sowie Mitglied der Aufsichtsräte der Münchener Rückversicherungs-Gesellschaft AG (vom 6. Dezember 1991 bis 22. April 2009), der Allianz AG Holding (vom 4. Oktober 1990 bis 12. Juni 2002), der Lufthansa Commercial Holding GmbH, der VIAG Aktiengesellschaft (vom 31. Juli 1995 bis 4. Juli 2000) und der Siemens Aktiengesellschaft (vom 11. März 1993 bis 24. Januar 2008). Zudem war er im Verwaltungsbeirat der ADIG Allgemeine Deutsche Investment-Gesellschaft bis 31. Dezember 1999 vertreten.
Schmidt war von 1991 bis 1993 und von 1997 bis 2003 turnusmäßig Vorsitzender des Bayerischen Bankenverbandes in München. Gleichzeitig war er auch Mitglied im Vorstand des Bundesverbandes deutscher Banken. Von 2002 bis 2008 war er Mitglied des Verwaltungsrats des Ifo Instituts für Wirtschaftsforschung in München. Derzeit ist er im Beirat von JPMorgan Europa Ltd. vertreten und Aufsichtsratsvorsitzender des Mittelständlers Thyssen’sche Handelsgesellschaft m.b.H. in Mülheim an der Ruhr. Als sein berufliches Vorbild nennt er einen seiner Vorgänger bei der Bayerischen Vereinsbank, den bayerischen Bankier Hans Christoph Freiherr Tucher von Simmelsdorf. Außerdem ist er Autor wissenschaftlicher Aufsätze zum Finanz- und Bankmanagement. Politisch sprach er sich bei der Bundestagswahl 2002 für den Bayerischen Ministerpräsidenten Edmund Stoiber als Kanzlerkandidaten aus. Er lebt mit seiner Frau in der Region München.

### Ehrenamtliches Engagement

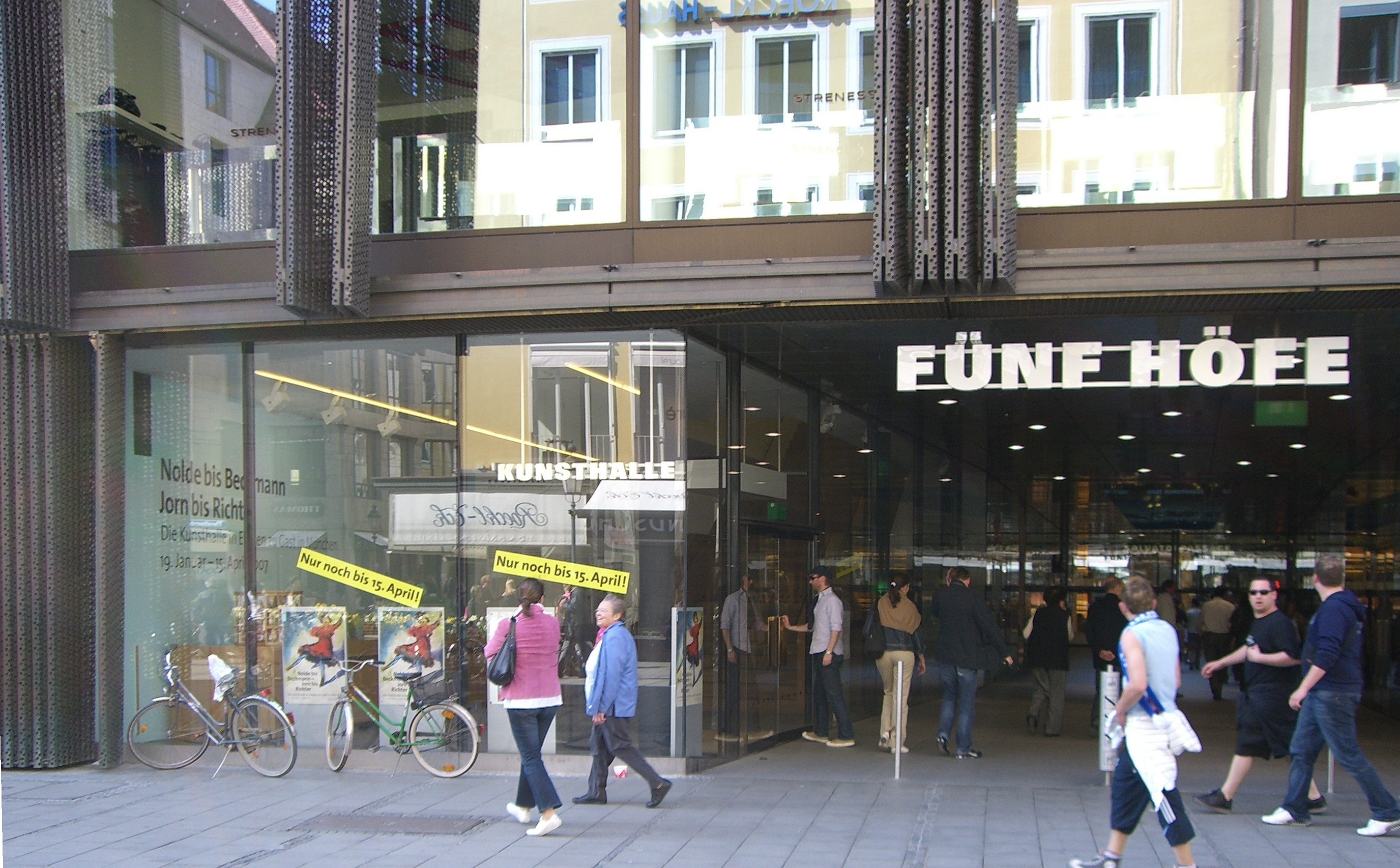
Hypo-Kunsthalle in München

Albrecht Schmidt ist vielfältig ehrenamtlich engagiert und insbesondere ein Freund der Klassischen Musik und Literatur. Er ist u. a. Kuratoriumsvorsitzender der Leipziger Stiftung für Innovation und Technologietransfer und war von 2007 bis 2013 Kuratoriumsvorsitzender des Fraunhofer-Instituts für Zelltherapie und Immunologie in Leipzig sowie Mitglied des Fundraising-Komitees der Max-Planck-Gesellschaft in Berlin. Darüber hinaus gehört er dem Kuratorium des Historischen Kollegs und des Pinakotheks-Vereins in München an. Bis 2004 gehörte er als gewähltes Mitglied dem Kuratorium des Deutschen Museums an. Von 1999 bis 2007 war er Mitglied des Hochschulrats der LMU München, der auch an der Vorbereitung der Exzellenzinitiative beteiligt war. Schmidt unterstützte die Restaurierung des Speyerer Doms, indem er als Vorsitzender der Europäischen Stiftung Kaiserdom zu Speyer 500.000 Euro sammelte, und der Thomaskirche in Leipzig, der er als Mitglied des Vereins Thomaskirche Bach 2000 1 Million D-Mark zukommen ließ, aber auch die Gestaltung des Vorplatzes des Bayerischen Nationalmuseums in München, wo er als Vorsitzender des Freundeskreises aktiv war. Zudem engagierte er sich für die Münchner Opernfestspiele und war Vorsitzender des Gremiums Musik des Kulturkreises der deutschen Wirtschaft im BDI in Berlin. Durch seine Initiative als Vorstandssprecher der HypoVereinsbank und Mitgliedschaft im Vorstand der Hypo-Kulturstiftung eröffnete 2001 die Hypo-Kunsthalle in neuen Räumen im Areal der Fünf Höfe in München.

## Auszeichnungen
- Bayerischer Verdienstorden (4. Juli 1991)[75]
- Großes Verdienstkreuz des Verdienstordens der Bundesrepublik Deutschland (Laudatio: Edmund Stoiber, 2000)[76]
- Ehrendoktorwürde (Dr. oec. publ. h. c.) der Volkswirtschaftlichen Fakultät der Ludwig-Maximilians-Universität München (Laudatio: Gerhard Illing, 2002) für seine „Verdienste bei der Analyse wirtschaftlicher Herausforderungen moderner Gesellschaften und dessen Beiträge zur ökonomischen Rolle der Banken“[21]
- Negativpreis: Verschlossene Auster 2004 des Netzwerks Recherche (Laudatio: Christoph Arnowski, 2004) für Einschränkungen der Pressefreiheit bei Hauptversammlungen. Er erhielt den Negativpreis stellvertretend „für fast alle DAX-Unternehmen“, da er es Hörfunk- und TV-Journalisten untersagte, die Aussprache der Aktionäre mit dem Vorstand bei der 127. ordentlichen Hauptversammlung der HypoVereinsbank mitzuschneiden.[77]

## Publikationen

### Monografie
- Konkurrenzprobleme um § 267 StGB. Ein Beitrag zur Lehre von den Mischgesetzen und zur Lehre von der Gesetzeskonkurrenz im Strafrecht. K. Urlaub, Bamberg 1965. (= zugl. Dissertation, Universität München, 1965)

### Beiträge in Tagungs- und Sammelbänden
- Universalbanken und Währungsunion. In: Hugo J. Hahn (Hrsg.): Das Währungswesen in der europäischen Integration. Würzburger Universitätsreden 1993–1995. Publikumsveranstaltungen des Seminars für Währungsrecht und Außenwirtschaftsrecht. Nomos Verlag, Baden-Baden 1996, ISBN 3-7890-4203-X, S. 21–32. (= Schriften zur monetären Ökonomie, 39)
- Die Advance Bank als Bestandteil der Privatkundenstrategie der Vereinsbank. In: Detlev Hummel (Hrsg.): Banken in globalen und regionalen Umbruchsituationen. Systementwicklungen, Strategien, Führungsinstrumente. Festschrift für Johann Heinrich von Stein zum 60. Geburtstag. Schäffer-Poeschel, Stuttgart 1997, ISBN 3-7910-1149-9, S. 723–732. (Inhaltsverzeichnis: , abgerufen am 27. Dezember 2017)
- Motivation und Unternehmenssteuerung. In: Wolfgang Bühler, Theo Siegert (Hrsg.): Unternehmenssteuerung und Anreizsysteme. Kongress-Dokumentation. 52. Deutscher Betriebswirtschafter-Tag 1998. Schäffer-Poeschel, Stuttgart 1999, ISBN 3-7910-1439-0, S. 3–15. (= Schriftenreihe der Schmalenbach-Gesellschaft für Betriebswirtschaft)
- Unternehmenssteuerung im Spannungsfeld zwischen Kunde, Mitarbeiter und Aktionär. In: Horst Wildemann (Hrsg.): Globalisierung. Vom nationalen Qualitätsexporteur zum globalen Unternehmen. TCW, München 2000, ISBN 978-3-934155-60-2, S. 152–166. (Inhaltsverzeichnis: 243,18kB, abgerufen am 26. April 2013)
- Stärken und Schwächen des Finanzplatzes Deutschland. In: Bertram Theilacker (Hrsg.): Banken und Politik. Innovative Allianz für die Zukunft. Frankfurter Allgemeine Zeitung Verlagsbereich Buch, Frankfurt/Main 2000, ISBN 3-933180-89-9, S. 178–187.
- zus. mit Norman Gehrke und Torsten Arnsfeld: Der Aktionärswert als Zielgröße in der Banksteuerung. In: Henner Schierenbeck, Bernd Rolfes, Stephan Schüller (Hrsg.): Handbuch Bankcontrolling. 2. überarbeitete und erweiterte Auflage, Gabler, Wiesbaden 2001, ISBN 3-409-24199-X, S. 427–440.
- Der Einfluss des Internets im Immobilienfinanzierungsgeschäft. In: Jürgen Krumnow (Hrsg.): Management-Handbuch eBanking. Schäffer-Poeschel, Stuttgart 2001, ISBN 3-7910-1841-8, S. 115–125.
- Die Bank der Regionen-Lokale Präsenz und globale Expertise. In: Max J. Ringlstetter (Hrsg.): Perspektiven der strategischen Unternehmensführung. Theorien, Konzepte, Anwendungen. Werner Kirsch zum 65. Geburtstag. Gabler, Wiesbaden 2003, ISBN 3-409-12337-7, S. 479–488.

### Aufsätze in Fachzeitschriften
- Zur Planung des Personalbedarfs und der Personalbeschaffung. In: die bank (1987) 10, S. 566–569.
- Die Entwicklung einer Bankstrategie. Das Beispiel der Vereinsbank. In: Schmalenbachs Zeitschrift für betriebswirtschaftliche Forschung 47 (1995) 7/8, S. 744–757.
- Get set for the euro. In: The Banker 146 (1996) 849, S. 14–15.
- Bank der Regionen. Blueprint für eine Universalbank-Strategie. In: die bank (1999) 2, S. 92–94.
- Anmerkungen zur Rolle der Banken im mittel- und osteuropäischen Transformationsprozess. In: Kreditwesen 54 (2001) 7, S. 376–377.
- Finanzmärkte in einer Ageing Society. In: die bank (2002) 4, S. 228–232.
- Zukunft der Hypothekenbanken. Von der reinen Hypothekenbank zur Universalbank mit Pfandbriefprivileg. In: Immobilien & Finanzierung 56 (2005) 2, S. 52–53.